# 愛宕神社 (館林市高根町)
愛宕神社（あたごじんじゃ）は、群馬県館林市高根町の神社。

## 歴史
古くは愛宕山と呼ばれた小高い古墳の上に祀られていたが、現在は平地の林の中にある。
1910年（明治43年）4月、同じ高根地内にあった稲荷、長良、神明などの神社とともに大山祇神社に合祀されたが、のちに旧地に再建されて現在に至る。

## 三尸塔
鳥居を入ってすぐ右手に、『庚申 絶三尸罪』と刻まれた三尸塔がある。

### ギャラリー

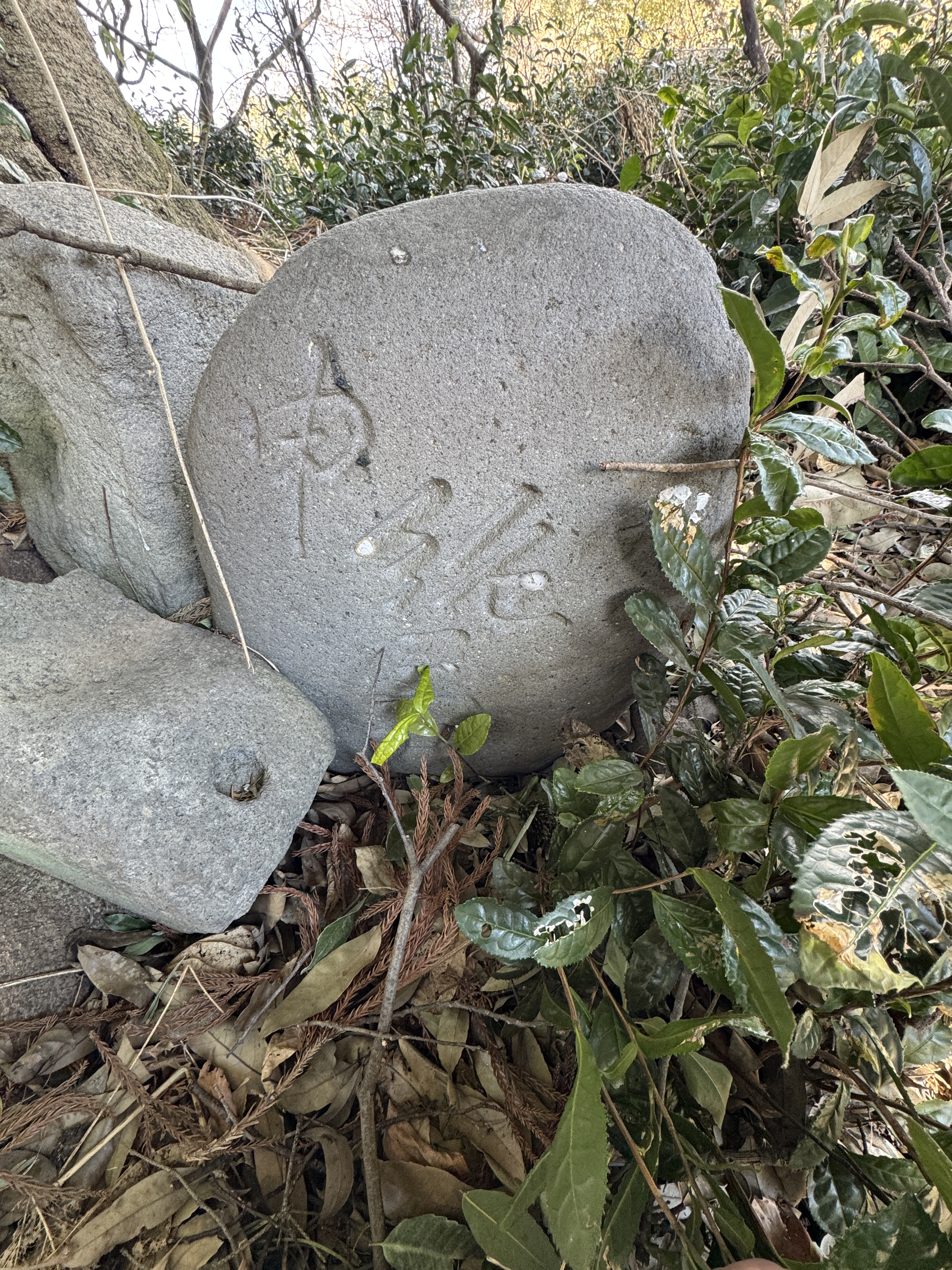
三尸塔
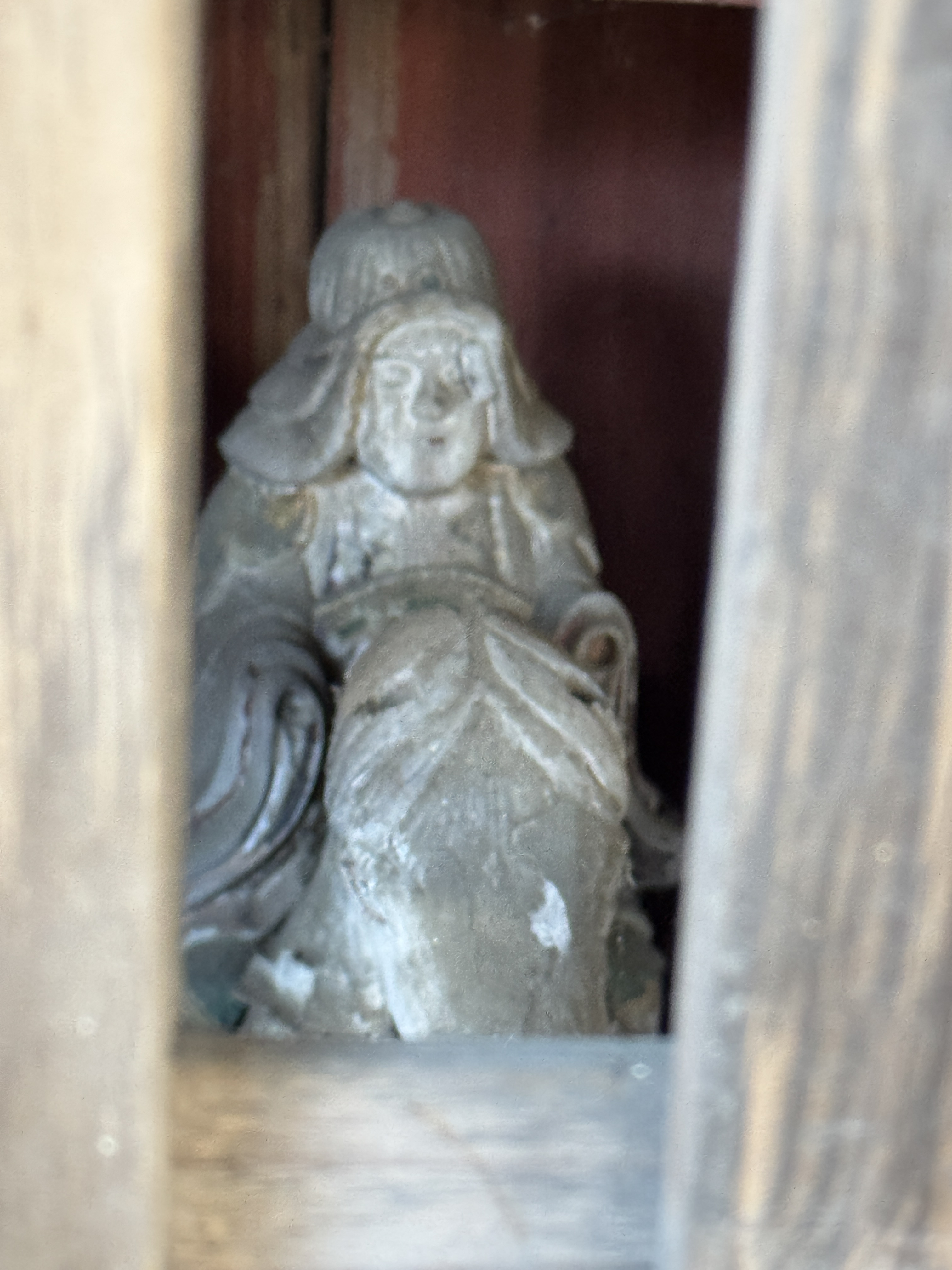
御神体 勝軍地蔵

## 交通アクセス
- 渡瀬駅より徒歩31分。